# Торрес-де-Беррельєн
Торрес-де-Беррельєн (ісп. Torres de Berrellén) — муніципалітет в Іспанії, у складі автономної спільноти Арагон, у провінції Сарагоса. Населення — 1496 осіб (2010).
Муніципалітет розташований на відстані близько 190 км на північний схід від Мадрида, 95 км на південний захід від Сарагоси.
На території муніципалітету розташовані такі населені пункти: (дані про населення за 2010 рік)
- Гранха-де-Санта-Інес: 6 осіб
- Торрес-де-Беррельєн: 1490 осіб

## Демографія
Динаміка населення (INE ):